# Annibale Antonini
Annibale Antonini (Cuccaro Vetere, 1702 – Napoli probabilmente, agosto 1755) è stato un filologo, grammatico, lessicografo e traduttore italiano.

## Biografia
Antonini studiò a Napoli. Visitò la Germania, i Paesi Bassi e l'Inghilterra. Nel 1726 si stabilì a Parigi come insegnante di italiano. Verso il 1750 tornò a Napoli.
Antonini pubblicò nel 1726 a Parigi una grammatica dell'italiano che ebbe successo come pure il suo dizionario italiano pubblicato nel 1735. Questo consiste in una edizione ridotta del vocabolario dell'Accademia della Crusca (assieme alle definizioni), a cui Antonini aggiunse i termini latini e francesi equivalenti. Nel 1743 pubblicò l'equivalente francese, una versione ridotta del Dictionnaire dell'Académie française, con i lemmi latini e italiani. Le definizioni ridotte dei suoi dizionari furono compensate da Antonini con una struttura moderna di ogni articolo.
Il vocabolario italiano di Antonini fu tradotto in tedesco da Johann August Lehninger  (omettendo il latino) con la traduzione delle definizioni e fu pubblicata nel 1763 a Lipsia.
Nella prefazione al suo dizionario italiano Antonini formulò una difesa dettagliata della lingua italiana contro la sprezzante opinione di Dominique Bouhours (Hausmann 1990).

## Opere

### Grammatica
- Traité de la grammaire italienne dédié à la Reine, Paris 1726
- Grammaire italienne à l'usage des dames, avec des dialogues et un traité de la poésie,  Paris 1728
- Grammaire italienne pratique et raisonnée, Paris 1746, 1758, Lyon 1759, 1763
- Des Hannibal Antonini gründliche und practische italiänische Grammatik, nebst einem Auszuge des grossen Antoninischen Wörterbuchs in italiänischer, deutscher und französischer Sprache, Dresden 1771

### Lessicografia
- Dictionaire italien, latin et françois contenant non seulement un abrégé du dictionaire de la Crusca, mais encore tout ce qu'il y a de plus remarquable dans les meilleurs lexicographes, étymologistes et glossaires, qui ont paru en différentes langues. Dizionario italiano, latino e francese in cui si contiene, non solamente un compendio del dizionario Della Crusca [...]. Compendio del Vocabolario della Crusca colla spiegazione latina e francesa, Paris 1735, 1738, 1743; Lyon 1760, 1770; Venezia 1793
- Dictionnaire français, latin, italien, contenant non seulement un abrégé du dictionnaire de l'Académie, mais encore tout ce qu'il y a de plus remarquable dans les meilleurs lexicographes, Paris 1743
- (con Johann August Lehninger) Nuovo Dizionario italiano-tedesco, tedesco-italiano. Neues deutsch-italienisches Wörterbuch, Lipsia 1763 (6 edizioni, l'ultima Vienna 1802)

### Curatele
- Giovanni Della Casa, Prose e rime, Paris 1727
- Giovanni Battista Guarini, Il pastor fido, Paris 1729
- Torquato Tasso, Aminta. Favola boscareccia, Paris 1729, London 1774
- Gian Giorgio Trissino, L'Italia liberata da' Goti, Paris 1729
- Rime scelte de' più illustri poeti italiani, Paris 1731
- Torquato Tasso, La Gerusalemme liberata, Paris 1744
- Ludovico Ariosto, Orlando Furioso, Paris 1746, 1768, London 1783

### Altro
- Mémorial de Paris et de ses environs à l'usage des voyageurs, Paris 1732, 1749
- Recueil de lettres françoises et italiennes de bienséance et marchandes pour ceux qui souhaitent d'apprendre à bien écrire en Italien, Basel 1761

### Traduzioni
- Paul Rolli, Examen de l'essai de M. de Voltaire sur la Poésie épique, Paris 1728 (aus dem Englischen des Paolo Antonio Rolli)
- Bernard le Bovier de Fontenelle, Ragionamento sù la pluralità de' mondi, Paris 1748
- Andrew Michael Ramsay, Viaggi di Ciro, Neapel 1753